# Suphanburi F.C.
Câu lạc bộ bóng đá Suphanburi (tiếng Thái: ฟุตบอล) là một câu lạc bộ bóng đá chuyên nghiệp có trụ sở tại tỉnh Suphan Buri. Câu lạc bộ chơi ở giải hạng nhất Thai League 2. Sân vận động của họ là sân vận động tỉnh Suphan Buri.

## Lịch sử câu lạc bộ
Được thành lập vào năm 1998, Câu lạc bộ bóng đá Suphanburi trở thành thành viên của Liên đoàn tỉnh Thái Lan hoạt động song song với Liên đoàn Thái Lan và được Cơ quan Thể thao Thái Lan (SAT) giám sát. Vào năm khai mạc giải đấu năm 1999, câu lạc bộ kết thúc với tư cách là vận động viên. Nhìn chung, Suphanburi là một trong những đội thành công nhất trong Pro League. Họ đã giành được chức vô địch hai lần (2002 và 2004) và cũng là vận động viên trong ba lần.

## Lịch sử giải đấu
Vào năm 2005, câu lạc bộ đã kết thúc với tư cách là vận động viên ở giải VĐQG Thái Lan và được thăng hạng lên giải Ngoại hạng Thái Lan cùng với nhà vô địch Chon, Suphanburi trở thành câu lạc bộ tỉnh đầu tiên gia nhập TPL. Tuy nhiên, các câu lạc bộ di chuyển theo các hướng rất khác nhau trong những năm tiếp theo. Do mở rộng giải đấu, Suphanburi đã tránh khỏi việc xuống hạng. Tuy nhiên, một năm sau, Chon trở thành nhà vô địch trong khi Suphanburi bị xuống hạng. Trong mùa giải tiếp theo, Suphanburi kết thúc bảng giữa ở Phân khu 1 và không bao giờ có vẻ như là thách thức cho việc thăng hạng. Họ đã xuống hạng từ Giải hạng nhất Thái Lan năm 2010. Một quyết định muộn để mở rộng sư đoàn 1 cho phép họ lấy lại vị thế của sư đoàn 1 nếu họ có thể đánh bại Saraburi FC trong trận play-off hai chân. Con voi chiến đã giành được 3 trận2 trên tổng số để giữ vị trí của họ trong Phân khu 1. Vào năm 2012, thành công đầu tiên của câu lạc bộ là một vị trí á quân tại Phân khu 1 và đội được đưa trở lại Giải Ngoại hạng Thái Lan. Đối với mùa giải 2013, ít người coi Suphanburi là ứng cử viên nặng ký cho danh dự. Tuy nhiên, sau khi bắt đầu mùa giải với bảy trận bất bại, cuối cùng họ đã kết thúc thứ tư, chỉ thua 9 lần trong chiến dịch ba mươi hai trò chơi của họ. 

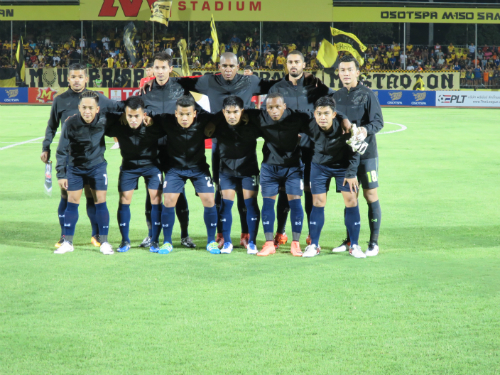
Suphanburi FC 2016

## Phát triển học viện
Một đội dưới 19 tuổi đã lọt vào trận chung kết Coke Cup 2014, nơi họ thua trắng 2-1 trước nhà vô địch ba lần Buriram United. Câu lạc bộ đã bắt tay vào một kế hoạch sáu năm đầy tham vọng để tạo ra các đội từ U-13 đến U-18, bắt đầu với một lượng người chơi U-13 tuổi mới mỗi năm. Các cầu thủ trẻ sẽ có trụ sở tại Viện Giáo dục thể chất, nằm cạnh sân vận động chính. Vào năm 2016, học viện bóng đá Suphanburi đã ký kết hợp tác chính thức với Borussia Dortmund  trong 3 năm trong mối quan hệ hợp tác này Borussia Dortmund sẽ gửi huấn luyện viên đẳng cấp thế giới đến đào tạo tại trung tâm đào tạo trẻ ở Kanchanapisekwittayalai Suphanburi và Borussia Dortmund sẽ gửi một huấn luyện viên để huấn luyện huấn luyện viên người Thái của câu lạc bộ để mang lại kiến thức cho đội cũng được gửi đến cầu thủ, kết nối mạng và các tiêu chuẩn quốc tế.

## Sân vận động và địa điểm
| Tọa độ                                            | Vị trí     | Sân vận động                            | Sức chứa | Năm       |
| ------------------------------------------------- | ---------- | --------------------------------------- | -------- | --------- |
| 14°28′27″B 100°05′12″Đ / 14,474082°B 100,086596°Đ | Suphanburi | Sân vận động tỉnh Suphan Buri           | 25.000   | 2007-2009 |
| 14°28′21″B 100°05′17″Đ / 14,472448°B 100,088131°Đ | Suphanburi | Sân vận động trường thể thao Suphanburi | 1.500    | 2009-2010 |
| 14°28′27″B 100°05′12″Đ / 14,474082°B 100,086596°Đ | Suphanburi | Sân vận động tỉnh Suphan Buri           | 25.000   | 2011-nay  |

## Sân vận động và địa điểm cho đội B
| Tọa độ                                            | Vị trí     | sân vận động                  | Sức chứa | Năm  |
| ------------------------------------------------- | ---------- | ----------------------------- | -------- | ---- |
| 14°28′27″B 100°05′12″Đ / 14,474082°B 100,086596°Đ | Suphanburi | Sân vận động tỉnh Suphan Buri | 25.000   | 2017 |

## Kỷ lục theo mùa
| Mùa giải | League   | League | League | League | League | League | League | League | League | FA Cup        | League Cup | Queen's<br id="mwXw"><br>Cup | Kor Royal<br id="mwYg"><br>Cup | AFC Champions League | Top scorer         | Top scorer |
| Mùa giải | Hạng đấu | St     | T      | H      | B      | BT     | BB     | Đ      | Vị thứ | FA Cup        | League Cup | Queen's<br id="mwXw"><br>Cup | Kor Royal<br id="mwYg"><br>Cup | AFC Champions League | Cầu thủ            | Bàn thắng  |
| -------- | -------- | ------ | ------ | ------ | ------ | ------ | ------ | ------ | ------ | ------------- | ---------- | ---------------------------- | ------------------------------ | -------------------- | ------------------ | ---------- |
| 2006     | TPL      | 22     | 4      | 4      | 14     | 18     | 34     | 16     | 12th   | –             | –          | —                            | –                              | –                    | Thongchai Rathchai | 8          |
| 2007     | TPL      | 30     | 9      | 8      | 13     | 37     | 45     | 35     | 13th   | –             | –          | –                            | –                              | –                    | Manit Noywech      | 10         |
| 2008     | DIV 1    | 30     | 11     | 8      | 11     | 48     | 47     | 41     | 7th    | –             | –          | –                            | –                              | –                    | Moussa Sylla       | 17         |
| 2009     | DIV 1    | 30     | 9      | 6      | 15     | 40     | 50     | 33     | 12th   | Did Not Enter | –          | Knockout Round               | –                              | –                    | Bancha In-Tho      | 7          |
| 2010     | DIV 1    | 30     | 5      | 8      | 17     | 31     | 53     | 23     | 15th   | R3            | R1         | Did Not Enter                | –                              | –                    | —                  | —          |
| 2011     | DIV 1    | 34     | 10     | 14     | 10     | 40     | 37     | 44     | 10th   | R2            | R3         | –                            | –                              | –                    | Pichet In-bang     | 9          |
| 2012     | DIV 1    | 34     | 23     | 6      | 5      | 58     | 17     | 75     | 2nd    | QF            | R3         | –                            | –                              | –                    | Pipat Thonkanya    | 15         |
| 2013     | TPL      | 32     | 14     | 9      | 9      | 40     | 31     | 51     | 4th    | R3            | R2         | –                            | –                              | –                    | Dragan Bošković    | 10         |
| 2014     | TPL      | 38     | 17     | 8      | 13     | 55     | 49     | 59     | 6th    | SF            | R2         | –                            | –                              | –                    | Björn Lindemann    | 18         |
| 2015     | TPL      | 34     | 16     | 11     | 7      | 60     | 39     | 59     | 3rd    | R3            | R2         | –                            | –                              | –                    | Sergio van Dijk    | 14         |
| 2016     | TL       | 31     | 10     | 8      | 13     | 33     | 35     | 38     | 10th   | QF            | R2         | –                            | –                              | –                    | Dellatorre         | 10         |
| 2017     | T1       | 34     | 11     | 10     | 13     | 52     | 58     | 43     | 11th   | QF            | R1         | –                            | –                              | –                    | Dellatorre         | 14         |
| 2018     | T1       | 34     | 11     | 13     | 10     | 43     | 35     | 46     | 10th   | R1            | R2         | –                            | –                              | –                    | Rômulo             | 10         |

| Vô địch | Á quân | Vị trí thứ ba | Lên hạng | Rớt hạng |

| - P = Played - W = Games won - D = Games drawn - L = Games lost - F = Goals for - A = Goals against - Pts = Points - Pos = Final position - N/A = No answer | - TPL = Thai Premier League - TL = Thai League 1 | - DQ = Disqualified - QR1 = First Qualifying Round - QR2 = Second Qualifying Round - QR3 = Third Qualifying Round - QR4 = Fourth Qualifying Round - RInt = Intermediate Round - R1 = Round 1 - R2 = Round 2 - R3 = Round 3 | - R4 = Round 4 - R5 = Round 5 - R6 = Round 6 - GR = Group Stage - QF = Quarter-finals - SF = Semi-finals - RU = Runners-up - S = Shared - W = Winners |

## Cầu thủ

### Đội hình đội một
Below is a list of players playing for Suphanburi as the official website confirms.
| No. |             | Position | Player                            |
| --- | ----------- | -------- | --------------------------------- |
| 1   | Thailand    | GK       | Sarawut Konglarp                  |
| 2   | Thailand    | DF       | Wasan Homsan                      |
| 3   | Brazil      | DF       | Anderson                          |
| 4   | Thailand    | DF       | Natthaphong Samana                |
| 5   | Thailand    | DF       | Atit Daosawang                    |
| 6   | Thailand    | MF       | Santitorn Lattirom                |
| 7   | Brazil      | FW       | Jonatan Reis                      |
| 8   | Thailand    | MF       | Prasit Jantum                     |
| 9   | Philippines | FW       | Mark Hartmann                     |
| 10  | Thailand    | FW       | Chananan Pombuppha                |
| 11  | Thailand    | MF       | Tanasith Siripala                 |
| 13  | Thailand    | DF       | Supravee Miprathang               |
| 14  | Thailand    | DF       | Jenphob Phokhi                    |
| 16  | South Korea | MF       | Kim Sung-hwan (on loan from Port) |

| No. |          | Position | Player                                    |
| --- | -------- | -------- | ----------------------------------------- |
| 17  | Thailand | DF       | Naruphon Putsorn                          |
| 18  | Thailand | GK       | Sinthaweechai Hathairattanakool (Captain) |
| 19  | Thailand | MF       | Adul Lahsoh (Vice-captain)                |
| 20  | Thailand | DF       | Meechok Marhasaranukun                    |
| 21  | Thailand | FW       | Kittiphot Dang-aroon                      |
| 22  | Thailand | MF       | Suban Ngernprasert                        |
| 24  | Thailand | FW       | Kasidech Wettayawong                      |
| 25  | Thailand | GK       | Pongsakorn Samathanares                   |
| 26  | Thailand | DF       | Suphan Thongsong                          |
| 32  | Thailand | MF       | Watsapon Jueapan                          |
| 33  | Thailand | DF       | Tinnakorn Asurin                          |
| 38  | Thailand | MF       | Sirimongkhon Jitbanjong                   |
| 39  | Thailand | GK       | Suracha Nokdam                            |

## Huấn luyện viên trưởng lịch sử
Huấn luyện viên theo năm (2012-nay) 
| Tên                          | Quốc tịch       | Từ                        | Đến                       | Danh dự                                                                                                 |
| ---------------------------- | --------------- | ------------------------- | ------------------------- | --- |
| Srimaka                      | liên_kết=\|viền | Tháng 12 năm 2011         | 29 tháng 10 năm 2012      | Giải hạng nhất Thái Lan 2012: Á quân </br> Được thăng hạng Thái Lan 2013                                |
| Phayong Khunnaen             | liên_kết=\|viền | Tháng 1 năm 2013          | Tháng 12 năm 2013         | |
| Alexandré Pölking            | liên_kết=\|viền | Ngày 2 tháng 1 năm 2014   | Ngày 12 tháng 5 năm 2014  | |
| Adebayo Gbadebo (Tạm thời)   | liên_kết=\|viền | Ngày 13 tháng 5 năm 2014  | Ngày 7 tháng 6 năm 2014   | |
| Velizar Popov                | liên_kết=\|viền | Ngày 8 tháng 6 năm 2014   | 24 tháng 11 năm 2014      | |
| Sérgio Farias                | liên_kết=\|viền | 18 tháng 12 năm 2014      | Ngày 13 tháng 8 năm 2015  | |
| Worrawoot Srimaka (Tạm thời) | liên_kết=\|viền | Ngày 13 tháng 8 năm 2015  | Ngày 13 tháng 12 năm 2015 | Giải ngoại hạng Thái Lan 2015: Vị trí thứ ba </br> Đủ điều kiện để năm 2016 AFC Champions League vòng 1 |
| Sérgio Aparecido             | liên_kết=\|viền | Ngày 6 tháng 1 năm 2016   | 22 tháng 3 năm 2016       | |
| Ricardo Rodríguez            | liên_kết=\|viền | 22 tháng 3 năm 2016       | 28 tháng 6 năm 2016       | |
| Sérgio Farias                | liên_kết=\|viền | Ngày 4 tháng 7 năm 2016   | Ngày 16 tháng 4 năm 2017  | |
| Worrawoot Srimaka (Tạm thời) | liên_kết=\|viền | Ngày 16 tháng 4 năm 2017  | Ngày 21 tháng 5 năm 2017  | |
| Adebayo Gbadebo              | liên_kết=\|viền | Ngày 22 tháng 5 năm 2017  | 24 tháng 6 năm 2018       | |
| Pairoj Borwonwatanadilok     | liên_kết=\|viền | 29 tháng 6 năm 2018       | Ngày 11 tháng 10 năm 2018 | |
| Totchtawan Sripan            | liên_kết=\|viền | Ngày 12 tháng 11 năm 2018 | Ngày 2 tháng 6 năm 2019   | |
| Adebayo Gbadebo              | liên_kết=\|viền | Ngày 4 tháng 6 năm 2019   |                           | |

1 Suphanburi đủ điều kiện tham dự Vòng sơ loại AFC Champion League 2016 bằng cách hoàn thành vị trí thứ ba năm 2015 Thai Premier League và Buriram United FC giành Cúp FA Thái Lan 2015. Tuy nhiên, Suphanburi đã bị tịch thu thi đấu do thiếu tiêu chí cấp phép của Câu lạc bộ AFC. Chon đã thay thế chúng ở vị trí lục địa.

## Danh hiệu

### Thi đấu trong nước
- Provincial League:
  - Vô địch: (2) 2002, 2004